# Ludomir Różycki
Ludomir Różycki, poljski skladatelj in dirigent, * 6. november 1884, Varšava, Poljska, † 1. januar 1953, Katowice, Poljska.
Glasbo je študiral na Varšavskem konservatoriju in Berlinski glasbeni akademiji, kjer je bil mdr. učenec Engelberta Humperdincka. 
V Lwowu je deloval kot dirigent in učitelj klavirja. Njegovo najbolj znano delo je opera Eros in Psyche, ki je slovensko praizvedbo doživela leta 1927 v ljubljanski Operi.  

## Delo
opere:
- Meduza (1908/1911)
- Eros in Psyche (1914/1916)
- Casanova (1921/1922)
- Gospa Walewska (1933/1940)

balet:
- Gospod Twardowski (1919/1920)

## Glasbeni primer
- Odlomek iz opere Casanova